# Tanaecia panayana
Tanaecia panayana är en fjärilsart som beskrevs av Schröder och Colin G.Treadaway 1980. Tanaecia panayana ingår i släktet Tanaecia och familjen praktfjärilar. Inga underarter finns listade i Catalogue of Life.